# جيم دي
جيم دي (بالإنجليزية: Jim Dee)‏ هو لاعب كرة قاعدة أمريكي، ولد في 27 ديسمبر 1864 في Safe Harbor, Pennsylvania ‏ في الولايات المتحدة، وتوفي في 28 أغسطس 1897 في بحيرة ميشيغين في الولايات المتحدة.

## وصلات خارجية
- جيم دي على موقعبيزبول رفرنس.كوم (الدوري الرئيسي) (الإنجليزية)
- جيم دي على موقعبيزبول رفرنس.كوم (الدوري الثانوي) (الإنجليزية)